# Gadila sagamiensis
Gadila sagamiensis är en blötdjursart som beskrevs av Kuroda, Habe och Oyama 1971. Gadila sagamiensis ingår i släktet Gadila och familjen Gadilidae. Inga underarter finns listade i Catalogue of Life.